# بيتر هاريسون
بيتر هاريسون (بالإنجليزية: Peter Harrison)‏ هو مخطط حضري ومهندس معماري أسترالي، ولد في 21 أكتوبر 1918 في Annerley ‏ في أستراليا، وتوفي في 30 أكتوبر 1990 في Acton, Australian Capital Territory ‏ في أستراليا.